# Mesochorus britannicus
Mesochorus britannicus is een vliesvleugelig insect uit de familie van de gewone sluipwespen (Ichneumonidae). De wetenschappelijke naam van de soort werd in 1999 door gepubliceerd door Wolfgang Schwenke.